# Nadezhda Shopova
Nadezhda Shopova est une ancienne joueuse bulgare de volley-ball née le 8 janvier 1984 à Lipetsk (Russie). Elle mesure 1,86 m et jouait au poste de réceptionneuse-attaquante. 

## Clubs
| Club                      | De        | À         |
| ------------------------- | --------- | --------- |
| Levski Sofia              | 2005-2006 | 2005-2006 |
| VB Günes Sigorta          | 2006-2007 | 2006-2007 |
| Parme Volley Girls        | 2007-2008 | 2007-2008 |
| Esperia Cremona Pallavolo | 2008-2009 | 2008-2009 |
| Verona Volley Femminile   | 2009-2010 | 2010-2011 |
| Ereğli Belediye           | 2011-2012 | 2011-2012 |
| Puntotel Sala Consilina   | 2012-2013 | 2012-2013 |